# Решето Аткіна
Решето Аткіна — швидкий та компактний алгоритм пошуку всіх простих чисел до заданого цілого числа N. 
Алгоритм розробили Аткін (англ. A. O. L. Atkin) і Бернштейн (D. J. Bernstein) 1999 року. Опубліковано його було у 2003—2004 роках. 
Асимптотична швидкість алгоритму — {\displaystyle \mathop {O} ({\frac {N}{\log \log N}})} — відповідає швидкості найкращих раніше відомих алгоритмів просіювання, але в порівнянні з ними решето Аткіна компактніше (потребує менше пам'яті) — {\displaystyle \mathop {O} (N^{{\frac {1}{2}}+\mathop {o} (1)})}.